# Schülermütze

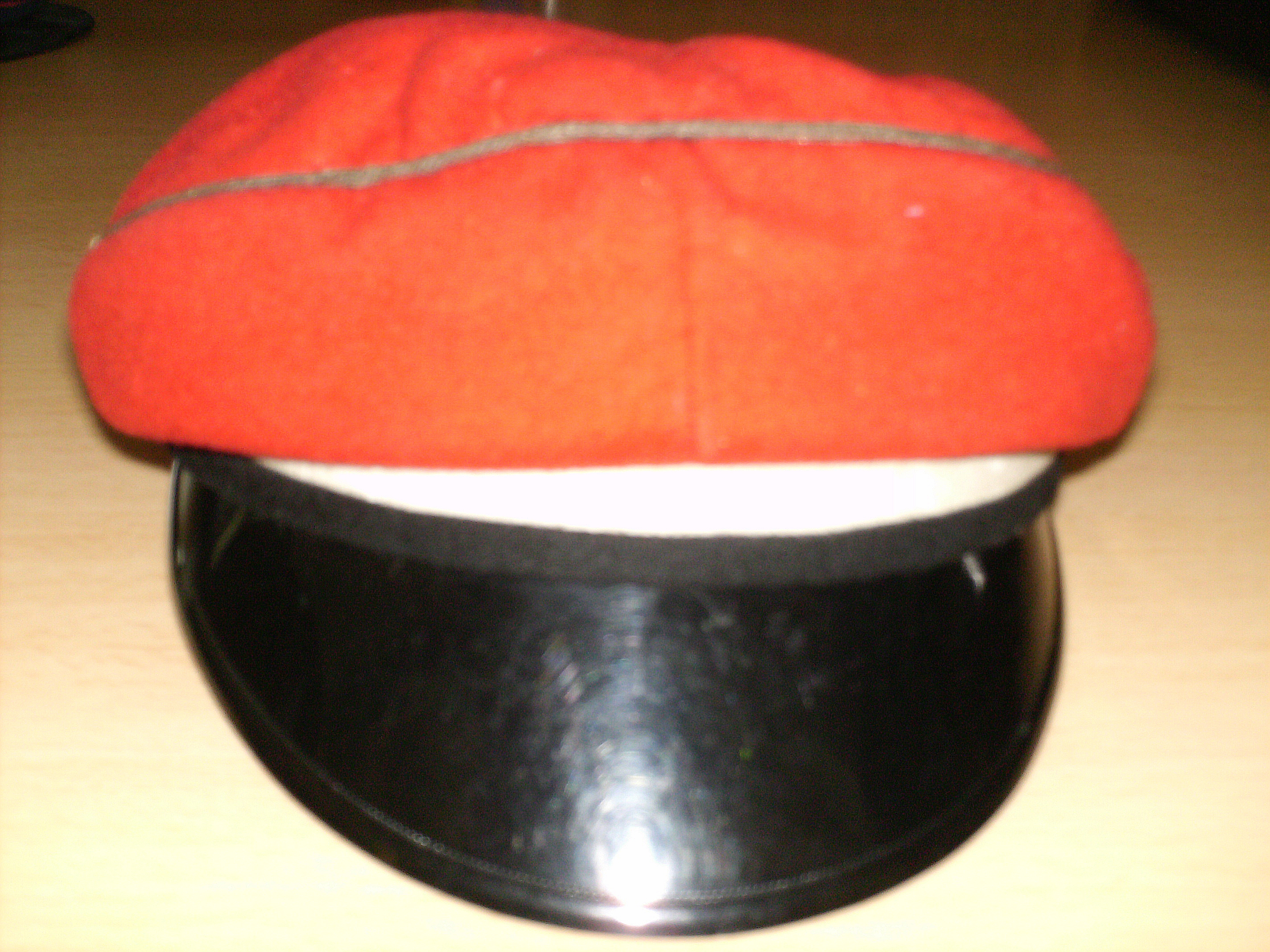
Schülermütze des Andreas-Realgymnasiums in Hildesheim, ca. 1930

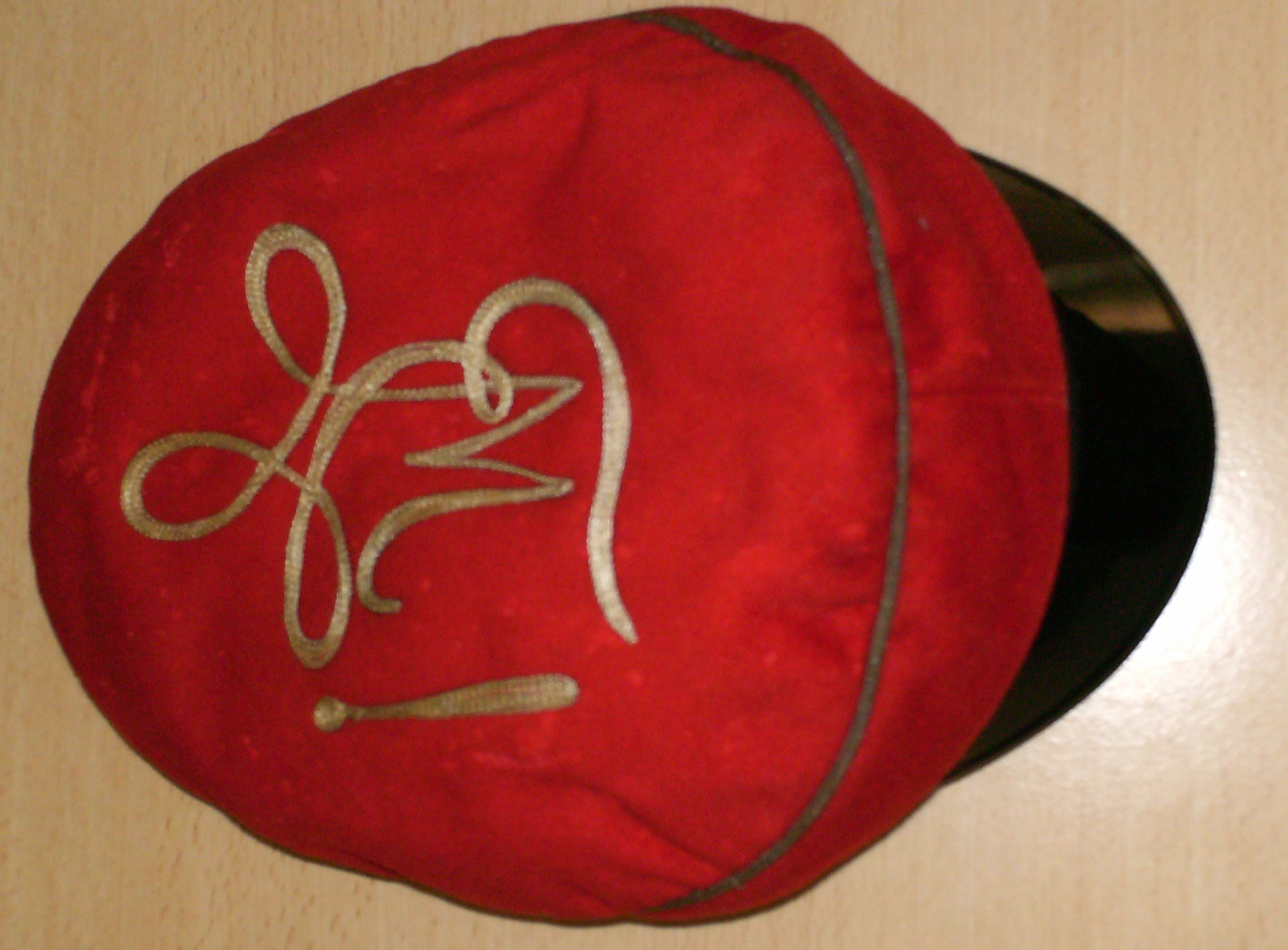
Draufsicht

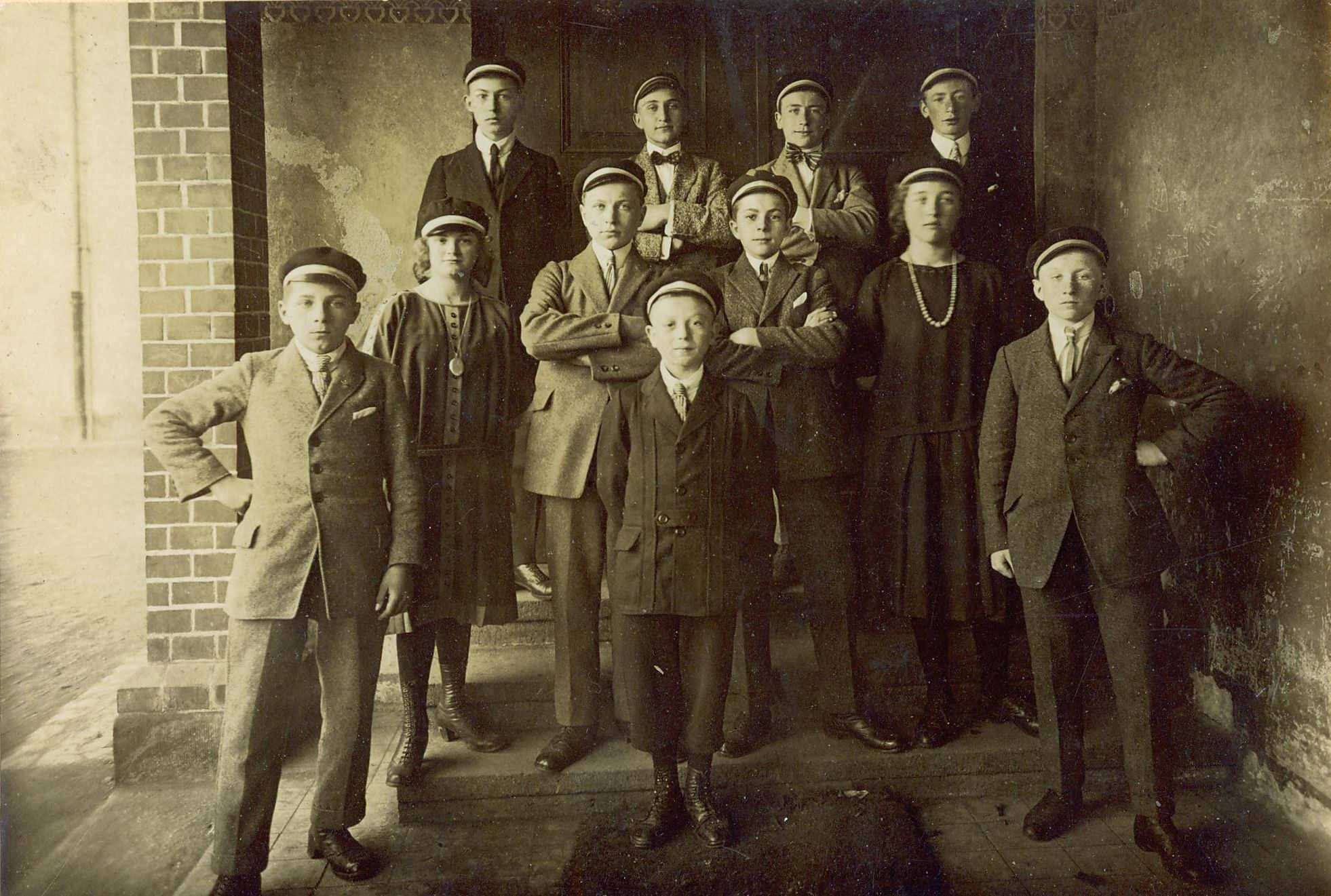
Klassenfoto einer hessischen Oberschule um 1924, Schüler und Schülerinnen mit Schülermützen

Die Schülermütze war von den 1870er Jahren bis in die 1930er Jahre in Deutschland und in Österreich eine Kopfbedeckung für Schüler und teilweise auch Schülerinnen weiterführender Schulen wie Gymnasien, Oberrealschulen und Realschulen, aber auch von Mädchenpensionaten. Die Gestaltung richtete sich nach den bei Studentenverbindungen üblichen Couleurmützen (siehe auch Studentenmütze).

## Verwendung
Die Mützen wurden zur normalen Alltagskleidung getragen, waren also kein Bestandteil einer Schuluniform. Sie mussten jeweils zu Beginn eines neuen Schuljahres von den Schülern bei einem ortsansässigen Hutmacher gekauft werden. Sie wurden eingesetzt, um die Schüler nach Schulen und Klassenstufen zu differenzieren, wobei es bei der Umsetzung starke regionale oder lokale Unterschiede gab. In der Regel war die Mützenfarbe von der Klassenstufe abhängig. Mit jeder Versetzung bekam der Schüler eine neue Mützenfarbe. Teilweise gab es auch die Regelung, dass die Mütze einer Oberklasse (Obersekunda, Oberprima) sich nur durch eine silberne Litze von der Mütze der entsprechenden Unterklasse (Untersekunda, Unterprima) unterschied.
Die Schulen wurden durch den um den Kopf umlaufenden Farbstreifen unterschieden. So konnte ein Gymnasium seine Schüler zum Beispiel durch einen Streifen in den Burschenschaftsfarben Schwarz-Rot-Gold kenntlich machen. Teilweise wurden auch sogenannte Stürmer eingesetzt. Diese Schulkennzeichnung diente nach Erinnerung von Zeitzeugen auch zur Disziplinierung: Schüler, die auf dem Schulweg Streiche verübten oder durch schlechtes Benehmen auffielen, mussten damit rechnen, dass sie ihrer Schule gemeldet wurden.
Die Frage, ob auch Schülerinnen Schülermützen tragen sollten, war zunächst nicht unumstritten. 1912 stellten etwa Schülerinnen der höheren Töchterschule Bayreuth den Antrag, ebenfalls Schülermützen tragen zu dürfen. Dies wurde nach Vorlage einer Mustermütze genehmigt, in der Öffentlichkeit fand es jedoch keine Zustimmung. Schließlich schaltete sich sogar die bayerische Regierung ein und fragte offiziell bei der Schule an, welchen Sinn dies haben solle. Erst als durch Zeitungsberichte bekannt wurde, dass Kaiser Wilhelm II. und Kaiserin Auguste Viktoria beim Besuch eines Mädchengymnasiums die dortigen Mützen gelobt hätten, verstummte die Kritik.
Die Nationalsozialisten schafften im Zuge ihrer Machtergreifung im Jahre 1933 die Schülermützen als „Eierschalen der Reaktion“ und „Ausgeburt des Klassendünkels“ ab. Zu einer Wiedereinführung kam es nach 1945 nicht mehr. Neben dem allgemeinen Mangel an Stoff und anderen Materialien in Ost- und Westdeutschland dürften in der DDR auch ideologische Vorbehalte bzw. die Änderung des Schulsystems eine Rolle gespielt haben. 
Die Schülermützen sind heute in Vergessenheit geraten. Es gibt praktisch keine allgemeine Literatur zum Thema. Nur Zeitzeugenberichte und erhaltene Originalexemplare geben über die verschiedenen Regelungen für Schülermützen Auskunft. Mitglieder einer Schülerverbindung tragen jedoch bis heute auf offiziellen Veranstaltungen der Schule und der Verbindung Schülermützen.

## Beispiele einer Farbregelung
Die Farbgebung war nicht einheitlich geregelt, so variierten die Farben sowohl regional als auch innerorts von Schule zu Schule.
Die überlieferte Farbregelung der Ludwig-Meyn-Schule in Uetersen sah in den 1920er Jahren folgende Farbregelung für die einzelnen Jahrgangsstufen vor:
- Untertertia: dunkelgrünes Mützentuch, blau-weiß-rotes Band
- Obertertia: dunkelgrünes Mützentuch, weiß-schwarz-weißes Band
- Untersekunda: violettes Mützentuch, blau-weiß-rotes Band
- Obersekunda: violettes Mützentuch, weiß-schwarz-weißes Band
- Unterprima: weinrotes Mützentuch mit silberner Kordel oben, blau-weiß-rotes Band
- Oberprima: weinrotes Mützentuch mit silberner Kordel oben, weiß-schwarz-weißes Band

Dabei fällt auf, dass die Mützenbänder in den unteren Stufen der Tertia, Sekunda und Prima in den Farben der preußischen Provinz Schleswig-Holstein und die oberen Stufen in den Farben Preußens gehalten waren. Ferner wurde die besondere Kennzeichnung durch eine Silberkordel nur den Primanern zuteil.
Die Schule war zu diesem Zeitpunkt ein Aufbaugymnasium, dessen Schüler die der Sexta, Quinta und Quarta entsprechenden Klassenstufen bereits hinter sich hatten, als sie aufgenommen wurden. Daher fehlen hier Farbangaben.
Das Gymnasium Saarlouis hatte folgende Regelung:
- Sexta: grünes Mützentuch, zwei Silberstreifen am Steg (=runder Rand der Mütze zwischen Schirm und Oberteil)
- Quinta: dunkelrotes Mützentuch, zwei Silberstreifen am Steg
- Quarta: blaues Mützentuch, zwei Silberstreifen am Steg
- Untertertia: hellrotes Mützentuch, zwei Silberstreifen am Steg
- Obertertia: hellrotes Mützentuch, zwei Goldstreifen am Steg
- Untersekunda: schwarzes Mützentuch, zwei Silberstreifen am Steg
- Obersekunda: schwarze Mützentuch, zwei Goldstreifen am Steg
- Unterprima: weißes Mützentuch, zwei Silberstreifen am Steg
- Oberprima: weißes Mützentuch, zwei Goldstreifen am Steg

Zusätzlich gab es Überzüge aus schwarzem Wachstuch die bei Schnee und Regen als Schutz über die Mütze gezogen werden konnten; von einem Abiturjahrgang (1927) ist überliefert, dass er sich eine Mütze aus weißer Seide anfertigen ließ, die einen auf die Schule verweisenden Zirkel auf der Oberseite eingestickt hatte. Dies war aber wohl eine private Idee der Schüler und nicht offiziell von der Schule vorgeschrieben.

## Schülermütze in anderen Ländern
Seit den neunziger Jahren tragen die Schüler der Gymnasien in Estland wieder Kopfbedeckungen, die in Aussehen und Funktion den bis 1930 üblichen deutschen Schülermützen entsprechen. In Dänemark, Schweden und Finnland tragen Abiturienten zum Schulabschluss und während des darauffolgenden Sommers oft eine sogenannte Schülermütze (Dänemark: studenterhue, Schweden: studentmössa). Diese gehen sowohl auf die Tradition der Schülermütze als auch auf die der Studentenmützen zurück. Mehr dazu siehe Studentenmützen in Skandinavien.
Im österreichischen Bundesland Vorarlberg haben sich die Schülermützen bis heute erhalten. Dort wird jene Maturakappe (im Dialekt „Maturakäpple“) genannt und von den Absolventen einer höherbildenden Schule (AHS, BHS) getragen. Die Farben werden hierbei von den jeweiligen Klassen spezifisch ausgewählt.